# Kochaw ha-Szachar
Kochaw ha-Szachar (hebr. כוכב השחר) – wieś położona w samorządzie regionu Matte Binjamin, w Dystrykcie Judei i Samarii, w Izraelu.
Leży w środkowej górzystej części Samarii, w otoczeniu terytoriów Autonomii Palestyńskiej.

## Historia
Osada została założona w 1979 przez grupę żydowskich osadników.